# Боснійський стиль в архітектурі

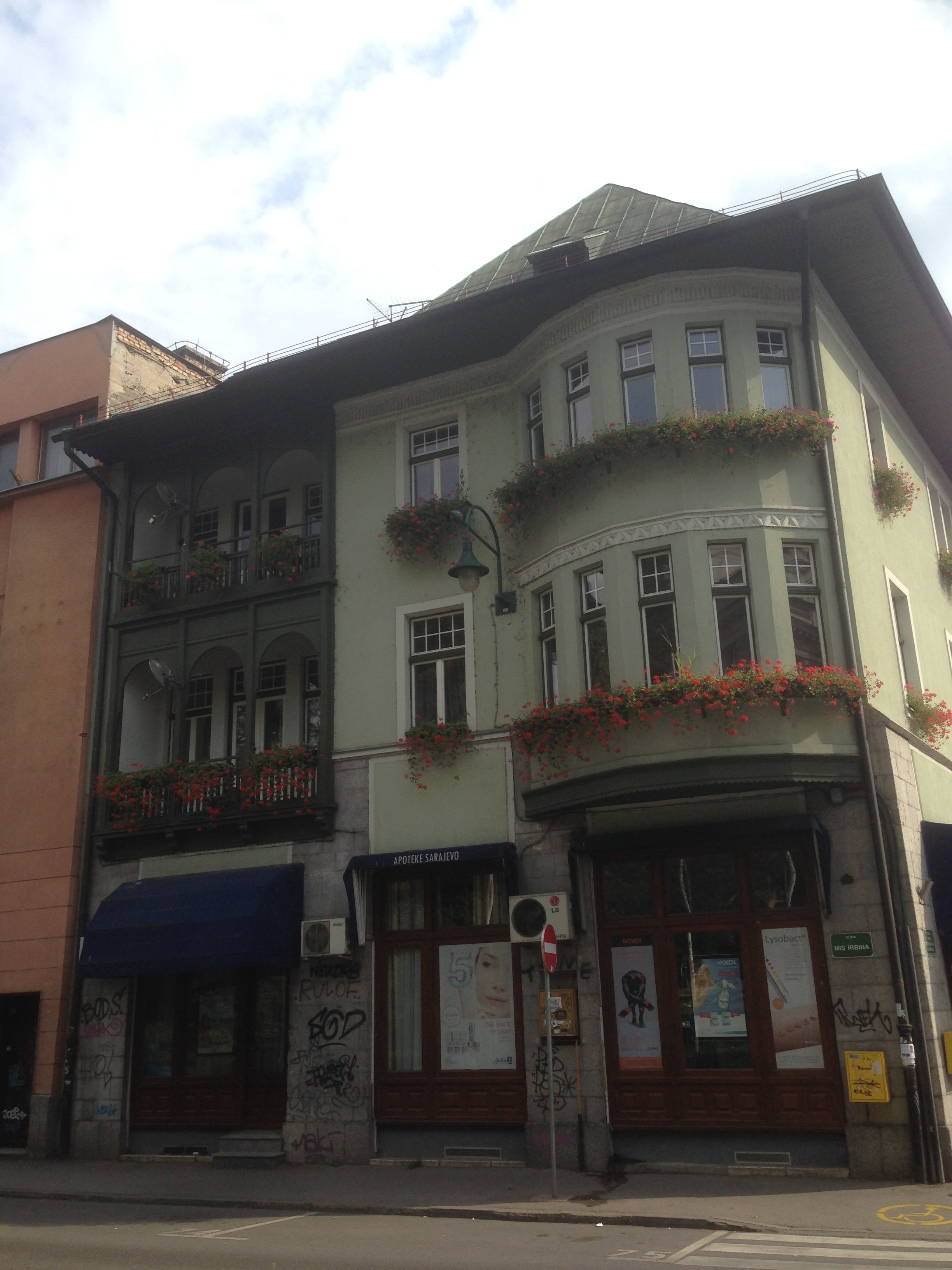
Будівля Земельного вакуфу — зразок боснійського стилю в архітектурі

Боснійський стиль в архітектурі розвинувся на початку XX століття на основі традиційної архітектури Віденського сецесіону у поєднанні з місцевими боснійськими традиціями.
Він багато в чому схожий зі скандинавським національним романтизмом. Боснійський стиль розвивали представники молодого покоління архітекторів, такі як чех Йосип Поспішил, словенець Рудольф Тьонніс і австрієць Ернст Ліхтблау, які навчалися мистецтву в Академії мистецтв у Відні у Карла фон Газенауера й Отто Вагнера. Однак цей стиль був визначений головним архітектором Сараєво Йосипом Ванцашем, під керівництвом якого і працювали багато з цих молодих архітекторів.
Хоча боснійський стиль і хвалили за його чутливість до місцевих традицій і духу, дослідники Гунцбергер-Макас і Дамлянович-Конлі стверджували, що він ґрунтувався на ісламському компоненті боснійської народної архітектури, часто черпаючи натхнення в історії, а не в сучасності. Таким чином, на їхню думку, перехід від неомавританського до боснійського стилю був «заміною одного історицистського колажу іншим», коли панісламські мотиви заміщалися загальнонародними, двозначно пов'язуючи Османську архітектуру з сучасною і помилково видаючи ці мотиви за виключно боснійські, в той час як вони зустрічалися на всіх османських територіях на Балканах. Тому боснійський стиль, за словами авторів, «найкраще сприймати як частину національного романтизму», хоча архітектори, які працювали в цьому стилі, не походили з нації, яку вони прагнули представляти. Оскільки він все ще концентрувався на своїх відмінностях від Західної та Центральної Європи боснійський стиль був не менш орієнталістський, ніж неомавританський.

## Розвиток боснійського стилю
Під час свого правління в Боснії австро-угорська влада прагнула нав'язати та відтворити європейські стилі в архітектурі цієї країни, тим самим позначивши сенс своєї місії там. Спочатку робилися спроби впровадити історичні стилі, властиві самим представницьким будівлям другої половини XIX століття у Відні. У Боснії було побудовано занадто багато будівель в іноземних стилях, в першу чергу в стилі історизму, при цьому народні боснійські методи будівництва будівель ігнорувалися або використовувалися вкрай мало.
Зіткнувшись з багатонаціональною структурою населення Боснії і Герцеговини, австрійська влада усвідомила необхідність враховування політичної складової при виборі одного з історичних стилів. Для будівництва в районах, де переважно проживали босняки, архітектори дотримувалися неомавританського стилю. Згодом виявилося, що цей стиль не підходить, як і інші, тому що він з'явився не в результаті розвитку архітектурної думки і практики на основі місцевої архітектурної спадщини.
На рубежі XIX—XX століть серед архітекторів та інженерів виникло бажання створити істинно боснійський стиль.